# 季成子
季成子（？—前644年），姬姓，名友，谥成，又稱公子友、季友、成季友、成季，季子，是魯桓公的第四子，鲁庄公的同母弟弟，母为文姜，他的後代成为鲁国最强卿族季孫氏。
《春秋》记载前667年，季友去陈国参加大夫原仲的葬礼。《左传》认为是出于友情，不合礼法。《公羊传》认为是为了躲避叔牙和孟慶父之祸，借口葬礼避难。《谷梁传》认为根本没有葬礼，完全是避讳季友出奔一事。
前662年叔牙支持孟庆父继鲁庄公之位，季友賜死叔牙，逼其仰藥自杀，辅佐鲁庄公之子子般，是年，孟庆父殺死子般。
《左传》称此时庆父执政，季友出奔陈国，闵公元年八月回鲁国；《公羊传》《谷梁传》称此时季友执政，庆父出奔齐国，闵公元年冬季回鲁国。
此期间公子啟即位，即鲁闵公。闵公二年，庆父和哀姜合謀殺死鲁闵公。
慶父被迫逃亡莒國後，為季友賜死。哀姜回齊國後被齊桓公殺死。季友奉公子申繼位，是為魯釐公。釐公元年（前659年），季友担任正卿司徒，並賜以汶陽之田。季友以齊國為依託，在魯國執政長達十六年之久。死後由公子遂继任正卿。
季友子無佚早亡，由無佚子季孙行父继承为季孙氏第二代宗主。